# Alexandra Karle
Alexandra Karle (* 17. Juli 1967 in Frankfurt am Main) ist Geschäftsleiterin der Schweizer Sektion von Amnesty International.

## Leben
Alexandra Karle hat zwischen 1987 und 1992 Politische Wissenschaft, Kommunikations- und Rechtswissenschaft an der Ludwig-Maximilians-Universität München (LMU) studiert und schloss mit dem Magister Artium ab. Des Weiteren studierte sie 1990/91 Internationales Recht und Journalismus an der American University (AU) in Washington, D.C., wo sie auch ihre journalistische Laufbahn als freie Mitarbeiterin bei NBC International in Washington begann. Nach dem Studium absolvierte Karle ein Volontariat bei der Deutschen Welle (Radio und TV) in Köln, Berlin und Brüssel, wechselte dann zum landespolitischen Magazin des WDR Westpol und arbeitete ab 1998 zunächst für die Parlamentsredaktion von Sat.1 und später N24 in Bonn und Berlin. Für Welt/N24 war Karle als Reporterin, Chefin vom Dienst und Moderatorin tätig. (Früh- und Mittagsreport, politische Sondersendungen und Talkformate). Sieben Jahre lang war Karle zudem Jurorin für die Kategorie Fernsehen des Axel-Springer-Preises.
Seit 2010 lebt und arbeitet Alexandra Karle in der Schweiz. Zunächst schrieb sie für verschiedene Publikationen der NZZ-Gruppe und betreute das Web-TV.
Alexandra Karle ist seit dem 1. Juni 2020 als Nachfolgerin von Manon Schick Geschäftsleiterin/Directrice der Schweizer Sektion von Amnesty International. Sie war seit 2012 zunächst als Mediensprecherin, danach als Programmleiterin Communication & Advocacy und Mitglied der Geschäftsleitung für die Menschenrechtsorganisation tätig.